# Helena Chorvatská
Helena Chorvatská, či Helena (Ilona) Arpádovna, nazývaná též Helena Krásná či Helena Spanilá (chorvatsky Jelena Lijepa, maďarsky Szép Ilona, * po 1050 – † asi 1091) byla uherská princezna a chorvatská královna manželka.

## Život

### Původ
Helena byla dcera krále Bély I. z uherského královského rodu Arpádovců, sestra krále Ladislava I. Svatého. Byla rovněž vnučkou polského krále Měška II. Lamberta a pravnučkou bulharského cara Samuela I. Kromě toho byla tetou pozdější byzantské císařovny Ireny, matky císaře Manuela I. Komnena.

### Manželství
Roku 1063 se Helena vdala za vzdáleného příbuzného, chorvatského krále Dimitrije Zvonimíra, a stala se tak chorvatskou královnou. Mezi chorvatským obyvatelstvem byla velmi oblíbená. Lidé ji nazývali Jelena Lijepa („Helena Spanilá“, či „Helena Krásná“). Zřejmě také měla značný vliv na svého manžela.
Narodil se jim syn Radovan, který zemřel v jinošském věku, a dcery Klaudie  a Vinica.

### Závěr života
Po manželově smrti se Helena zřejmě v tichosti zasloužila o to, že uprázdněný chorvatský trůn přešel na jejího bratra, uherského krále. Tyto intriky uvrhly zemi na desetiletí do válek, nakonec ale uherští králové svůj nárok na chorvatský trůn prosadili (konkrétně Ladislavův synovec a následník Koloman), a byla tak založena přes 800 let trvající personální unie těchto království (de facto šlo spíše o uherskou anexi Chorvatska).
Helena zemřela kolem roku 1091. Byla pochována v kostele Panny Marie v Kninu.